# Саэта
Саэ́та (исп. saeta, этимологически восходит к лат. sagitta стрела) — паралитургическая песня, существующая в Андалусии с XVII века. Многочисленные разновидности могут быть условно разделены на две основные группы — старинные саэты и саэты-фламенко.

## Старинные саэты (Saetas antiguas)
Саэты этой группы известны также как «старые» (viejas), «простые» (llanas), «народные» (populares) и другие. 
Старинные саэты возникли в католической Испании в XVII веке как жанр анонимной духовной песни на народном языке, в подражание псалмодии церковного (канонического) богослужения. Тексты наиболее распространённых саэт приурочивались ко времени покаяния — например, Великого поста и особенно Страстной седмицы. Исполнялись за пределами храма, во время религиозных процессий. 
Мелодически саэты весьма разнообразны — как правило, музыка и текст согласованы силлабически; в меньшей степени используется мелизматический стиль. Для мелодически более развитых саэт характерен фригийский лад. Существуют различные местные разновидности (saetas autóctonas), такие как, например, саэта куартелера (saeta cuartelera) в Пуэнте-Хениль, старинные саэты (a rigor, samaritana и de la Vía Sacra) в Кастро-дель-Рио и другие. На протяжении XX-XXI веков испытывают сильное влияние фламенко, в связи с чем используется термин «фламенкизированные саэты» (saetas aflamencadas).

## Саэты-фламенко (Saetas flamencas)
Жанр канте хондо. Формирование наиболее ранних разновидностей относят к периоду 1880—1909 годов. Исполняются солистом (женщиной или мужчиной) без сопровождения (palo seco). Традиционно приурочиваются к религиозным процессиям в дни Страстной седмицы. Как правило, намного более продолжительны по времени и более развиты мелодически, чем старинные саэты. Склад монодический. Мелодия обильно орнаментирована мелизмами, в том числе, с использованием экмелической микрохроматики (в мелодике и способе распева предполагаются арабские корни). В ритме саэты метрические акценты не ощущаются (такой тип ритмики обычно именуется «свободным», или «импровизационным»). Иногда саэта исполняется под тихий аккомпанемент ударных. Метрическая (с равными периодами длительностей) партия ударных никак не согласована с пением; возможно, она символизирует медленную мерную поступь траурной процессии, в том числе воображаемой (в случае концертного исполнения). Выделяются разновидности, мелодически близкие к определенным жанрам фламенко — сигирийе (saetas por seguiriyas), мартинете (saetas por martinete) и другие.